# کارستن پودلش
کارستن پودلش (انگلیسی: Carsten Podlesch؛ زادهٔ ۶ سپتامبر ۱۹۶۹) دوچرخه‌سوار اهل آلمان است.